# Santos de Santa Ana
Los Santos de Santa Ana fue un equipo de béisbol que compitió en la Liga Norte de Sonora y tuvo como sede Santa Ana, Sonora, México.

## Historia
El club actualmente participa en la liga semiprofesional Regional Norte de Sonora.
Santos de Santa Ana logró sus únicos 2 títulos en las temporadas 1958 y 1960.

### Roster
Por definir.